# أحمد توفيق المدني
أحمد توفيق المدني هو أحمد توفيق بن محمد بن أحمد بن محمد المدني القبي الغرناطي الجزائري. عالم، مؤرخ، وزير جزائري. ولد بتونس يوم 24 جمادى الثانية 1317 هـ / 1 نوفمبر 1899م. توفي بالجزائر العاصمة يوم 12 محرم 1404 هـ / 18 أكتوبر 1983م.

## حياته

### نسبه
جده هو أحمد بن محمد المدني مولدًا، القبي الغرناطي الشريف، كان أمين الأمناء بالجزائر العاصمة.والده هو محمد بن أحمد، ولد بالجزائر، وتلقى علومه العربية بالجامع الكبير، على يد عدد من كبار العلماء والمدرسين.

### تعليمه
أدخل أحمد توفيق المدني أحد كتاتيب تونس العاصمة وهو لم يتجاوز الخامسة من العمر، ثم انتقل سنة 1909م إلى المدرسة الأهلية القرآنية، ومنها إلى الجامع الأعظم للدراسة بجامعة الزيتونة سنة 1913م. وكان شغوفا بالمطالعة مما ساهم في تكوينه تكوينا عصاميا خصوصا في التأريخ.
الاحتلال الفرنسي للجزائر - اللجوء إلى تونس
هاجر جده من مدينة الجزائر العاصمة مصطحبا عائلته بعد احتلالها من طرف الفرنسيين. فاستقر مؤقتا بمنطقة جرجرة، إلى غاية سنة 1870م حيث اندلعت الثورة بقيادة المقراني والشيخ الحداد، فشارك فيها الجد والوالد إلى أن انتهت الثورة بسبب الطرق الوحشية التي استعملها المستعمرون الفرنسيون.
وخلال إقامة العائلة بمنطقة القبائل تعارفت مع جده لأمه الصالح الشيخ عمر بويران، الذي كان بدوره قاصدًا مدينة تونس، مهاجرا مع أخيه عبد الرحمن، واشترك هو وأخوه في أعمال الثورة، ثم انتقل الجميع بعد ذلك إلى تونس في قافلة واحدة. وانتهى بهم المطاف لاجئين بتونس.

## النضال السياسي في تونس

### السجن
بدأ نضاله السياسي مبكرا بتونس، فاغتنم أحداث الحرب العالمية الأولى (1914م - 1918م) ليكوّن مع رفاقه خلية من الطلبة المناضلين للتحريض على الثورة ضد الاحتلال الفرنسي، فقبض عليه في يوم 14 فيفري 1915 وأُدخل السجن حتى شهر نوفمبر سنة 1918م.

### النفي من تونس
كما أدى به نضاله إلى التعرف والاحتكاك بزعيم الحركة الوطنية التونسية ذي الأصول الجزائرية عبد العزيز الثعالبي، فكان من بين مؤسسين الحزب الدستوري التونسي سنة 1919م، وعين أمينا عاما مساعدا للقلم العربي. غير أن هذا الحزب لم يلبث أن انهار تحت ضربات الاستعمار الفرنسي وتم إبعاد أحمد توفيق المدني من تونس إلى بلده الأصلي الجزائر يوم 5 جويلية سنة 1925م.

## النضال في الحركة الوطنية بالجزائر

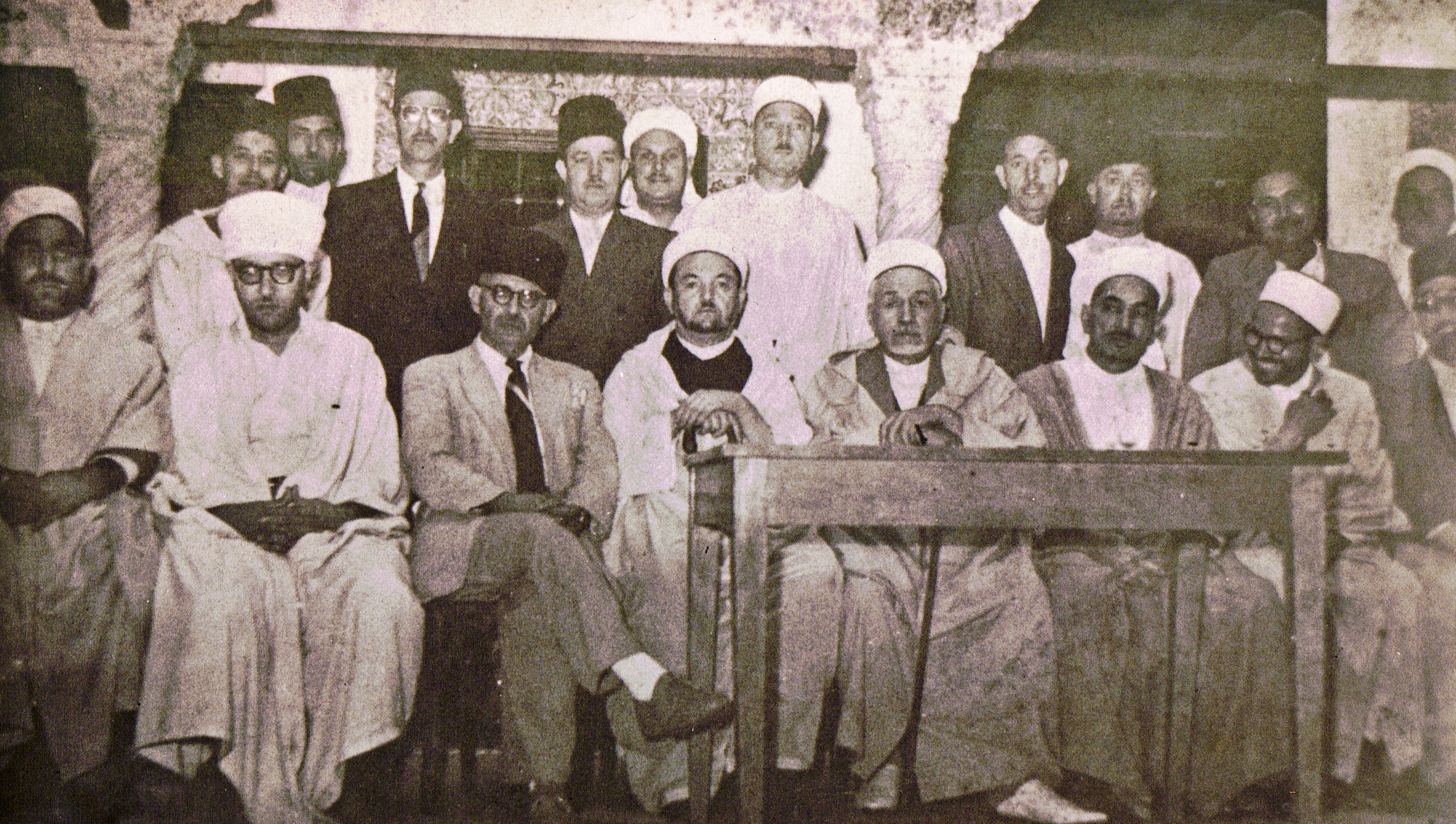
المجلس الإداري لجمعية العلماء - 1949. (الجلوس، من اليمن إلى الشمال) أحمد بوشمال، عبد اللطيف سلطاني، محمد خير الدين البسكري، محمد البشير الإبراهيمي (نائب الرئيس)، العربي التبسي، أحمد توفيق المدني، عباس بن الشيخ الحسين، نعيم النعيمي، (الوقوف من خلف) مجهول، حمزة بوكوشة، أحمد سحنون، عبد القادر المغربي، الجيلالي الفارسي، أبو بكر الأغواطي، أحمد حماني، باعزيز بن عمر، مجهول، مجهول.

### نادي الترقي
في سنة 1926م أسس جماعة من السادة المثقفين الجزائريين منهم الحاج مماد المنصالي ومحمود بن ونيش وعمر الموهوب وأحمد توفيق المدني، وبمساعدة غيرهم من الوطنيين ناديا ثقافيا وسياسيا بالجزائر العاصمة، أسموه نادي الترقي. فكان النادي ملتقى النخبة المثقفة، تلقى فيه المحاضرات والمسامرات، وتقام فيه الحفلات. يستضيف المثقفين والمفكرين من مختلف جهات الوطن كالشيخ عبد الحميد ابن باديس، أو حتى الزائرين من الخارج كالشيخ أحمد سكيرج المغربي وغيره.

### تأسيس جمعية العلماء المسلمين الجزائريين
و في مقر نادي الترقي تكونت اللجنة التحضيرية لتأسيس جمعية العلماء المسلمين الجزائريين، كان كاتب هذه الجنة هو أحمد توفيق المدني ورئيسها عمر إسماعيل. فتأسست جمعية العلماء المسلمين الجزائريين في 5 ماي سنة 1931م وكان لأحمد توفيق المدني دور هام في تشكيلها وتنظيمها، فتقلد منصب أمينها العام، ورئيس تحرير جريدة البصائر لسان حالها إلى غاية سنة 1956م. كما كان قد انضم إلى فريق تحرير جريدة الشهاب لصاحبها عبد الحميد بن باديس.

## المشاركة في الثورة الجزائرية

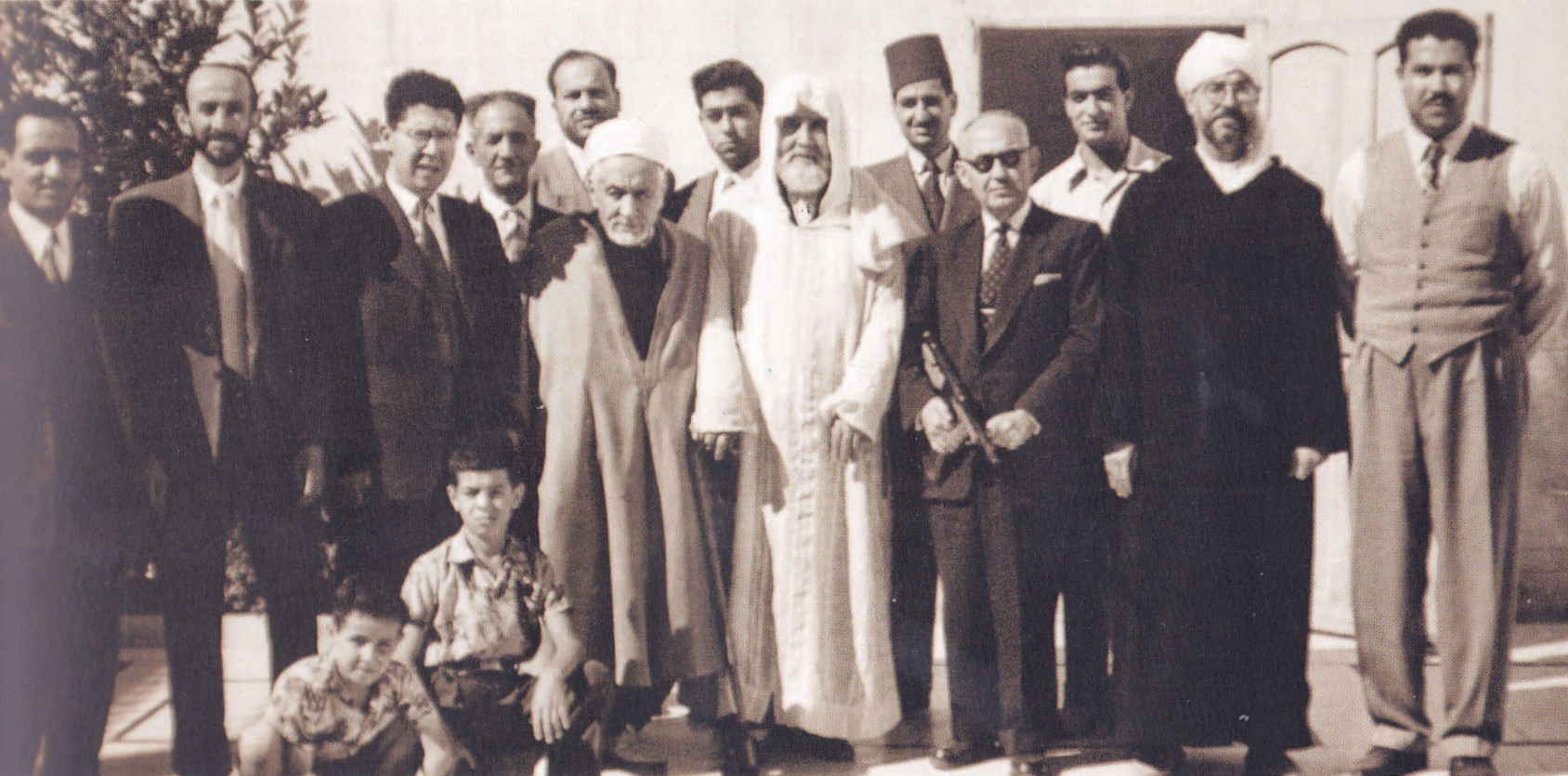

في سنة 1956م، سافر مع رفيقه الشيخ عباس بن الشيخ الحسين إلى القاهرة حيث كان يقيم الشيخ محمد البشير الإبراهيمي فأعلنوا رسميا انضمام جمعية العلماء المسلمين الجزائريين بجبهة التحرير الوطني والتحاقها بصفة تامة بالثورة الجزائرية. فعين عضواً في الوفد الخارجي لـ جبهة التحرير الوطني، وعضوا في المجلس الوطني للثورة الجزائرية، ثم صار عضواً في الحكومة المؤقتة، حيث أسندت إليه حينئذ وزارة الشؤون الثقافية في تشكيلتها الأولى.

## وظائفه بعد الاستقلال
عند استقلال الجزائر سنة 1962م عيّن وزيرا للأوقاف ولشؤون الدينية.
وساند الحكومة أنشأها المجلس الثوري برئاسة العقيد هواري بومدين سنة 1965م، وعين سفيراً ووزيراً مفوضاً في أكثر من بلد إسلامي.

## وفاته

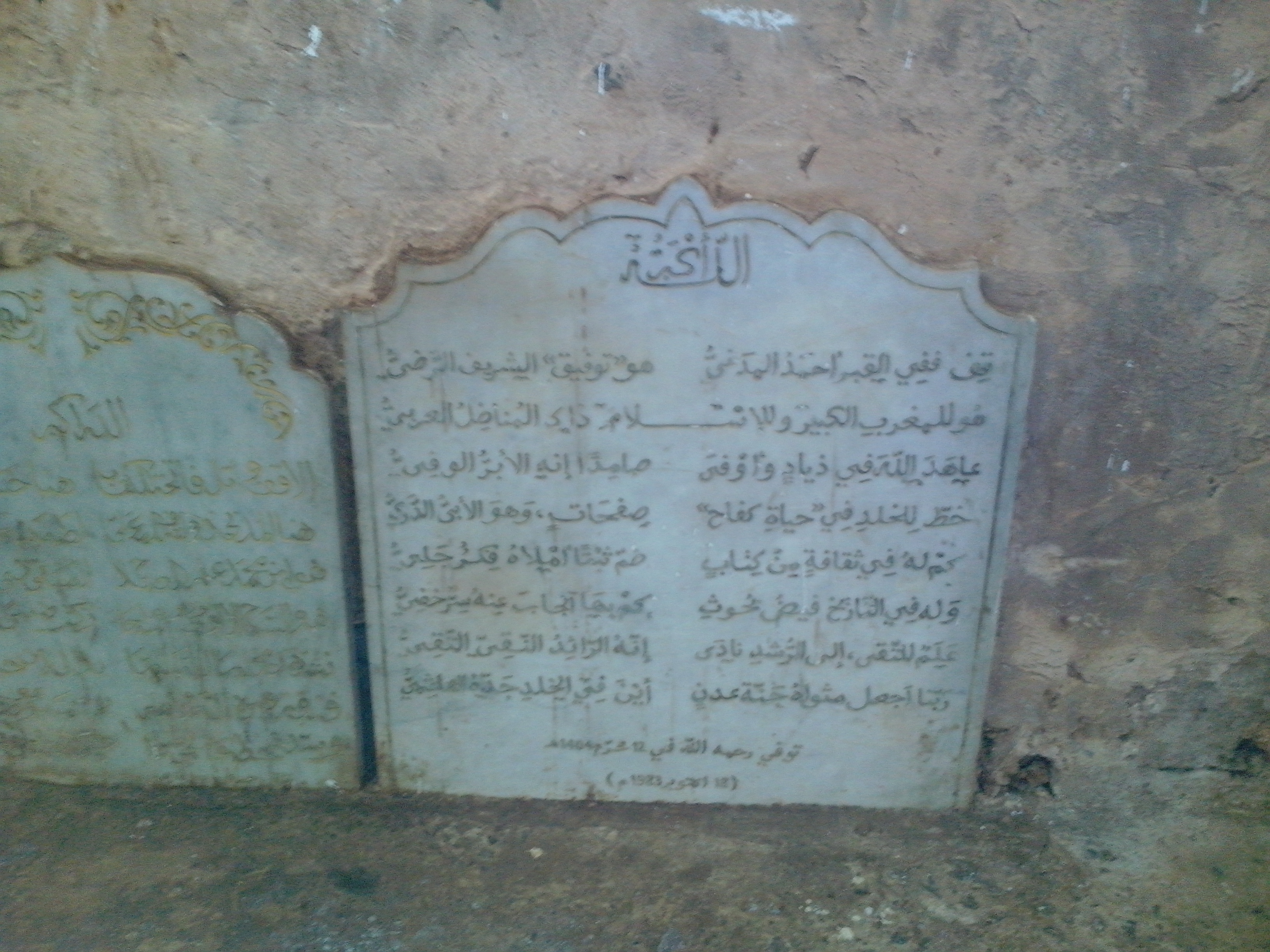
شاهد قبر توفيق المدني بمقبرة سيدي عبد الرحمان الثعالبي

توفي بالجزائر العاصمة يوم 12 محرم 1404 هـ / 18 أكتوبر 1983م.

## آثاره

### المقالات
كتب عدة مقالات بمختلف جرائد جمعية العلماء المسلمين الجزائريين كالبصائر والشهاب.

### المؤلفات
- مذكرات الحاج أحمد شريف الزهار (تحقيق). المؤسسة الوطنية للنشر والتوزيع، الجزائر، 1985 م.
- حياة كفاح (مذكرات). المؤسسة الوطنية للكتاب، الجزائر، 1988 م، 3 أجزاء.
- حرب الثلاثمئة سنة بين الجزائر وإسبانية. المؤسسة الوطنية للطباعة، الجزائر، 1984 م، ط 3.
- محمد عثمان باشا داي الجزائر 1766 - 1791 : سيرته، حروبه، أعماله، نظام الدولة والحياة العامة في عهده.المكتبة المصرية، القاهرة، 1937 م.
- تقويم المنصور، وقد قام الاحتلال الفرنسي بمصادرته يوم 24 رجب 1344 / 8 فبراير 1926 م ومنع تداوله في جميع بلدان المغرب الإسلامي.
- كتاب الجزائر: تاريخ الجزائر إلى يومنا هذا وجغرافيتها الطبيعية والسياسية وعناصر سكانها. المطبعة العربية، 1931 م.
- هي الجزائر.pdf هذه هي الجزائر، مكتبة النهضة المصرية، القاهرة، 1956 م.
- المسلمون في جزيرة صقليه وجنوب إيطاليا. مكتبة الاستقامة، تونس، 1365، ط 1.

## مواضيع ذات صلة
- قائمة أعلام الجزائريين
- المرجعية الدينية الجزائرية
- جمعية العلماء المسلمين الجزائريين
- عبد الحميد بن باديس
- محمد البشير الإبراهيمي
- عباس بن الشيخ الحسين

## وصلات خارجية
- الموقع الرسمي المهدى للمؤرخ توفيق المدني
- أحمد توفيق المدني المفكر.. الكاتب المنسي!
- أحمد توفيق المدني
- جريدة كل العراق: شخصيات في الذاكرة: احمد توفيق المدني